# Miss & Mrs. Cops
Miss & Mrs. Cops (en hangul, 걸캅스; romanización revisada del coreano: Geol Kapseu) es una película surcoreana escrita y dirigida por Jung Da-won y protagonizada por  Ra Mi-ran y Lee Sung-kyung. Se estrenó el 9 de mayo de 2019.

## Sinopsis
Mi-yeong fue una destacada detective de policía en su juventud, pero tras su maternidad ha quedado relegada a la oficina de información en la comisaría de policía de Seongsan. Ji-hye es la joven cuñada, también policía, de Mi-yeong, que tras una actuación desafortunada resultó adscrita como sanción a la misma oficina. Un día llega ante ellas una joven que quiere denunciar un caso de difusión ilegal de vídeos privados del que es víctima, pero antes de completar la denuncia sale del local e intenta suicidarse, quedando en coma. Cuando ven que nadie en la policía va a investigar el caso, por desinterés o falta de medios, las dos cuñadas y una de sus compañeras deciden investigar el caso, a escondidas de la severa jefa del centro. Descubren así una red de jóvenes traficantes que drogan, violan y filman a mujeres y luego suben los videos de violación a internet por dinero, y para aumentar el número de los clientes que les compran droga.

## Reparto

### Principal
- Ra Mi-ran como Mi-yeong.[4][5]
- Lee Sung-kyung como Ji-hye.[6][7]
  - Lee Re como Ji-hye de niña.[8]

### Secundario
- Yoon Sang-hyun como Ji-chul, marido de Mi-yeong y hermano mayor de Ji-hye.[9][10]
- Choi Soo-young como Jang-mi, experta en informática, trabaja en con Mi-yeong en la misma oficina.[11][12][13]
- Yeom Hye-ran como la jefa de la oficina de información.[14][15]
- Wi Ha-joon como Jung Woo-joon, jefe de una banda criminal.[16][17]
- Joo Woo-jae como Lee Phillip, principal ayudante de Woo-joon.[18]
- Han Soo-hyun como el detective Kwak.[19]
- Jeon Seok-ho como el detective Oh.[19]
- Jo Byung-gyu como el detective novato del equipo 3.[19]
- Ahn Chang-hwan como Kang Sang-doo.[15]
- Jo Hye-joo como Soo-bin.[20][21]
- Park So-eun como Seo-jin.
- Soo Hee-jung como la madre de Seo-jin.
- Lee Jung-min como Chae Sook-hee.
- Kang Hong-seok como Kwak Yong-suk, secuaz de Woo-joon.[19]
- Kim Do-wan como Sung Chan-yeong, secuaz de Woo-joon.[19]
- Anupam Tripathi como un secuaz árabe.
- Bae Yoo-ram como un estudiante con globo de helio.[22]

### Apariciones especiales
- Ha Jung-woo como dueño de un motel.[23][24]
- Ahn Jae-hong como el jefe de Happy Balloons.[25]
- Sung Dong-il como líder del equipo 3 en la comisaría de policía de Seongsan.[24]

## Producción
Se trata del primer papel en cine como protagonista en su larga trayectoria como actriz de Ra Mi-ran (48 largometrajes en veinte años hasta ese momento). De hecho, es un proyecto que había querido realizar desde muchos años atrás el director de la productora Film Momentum, Byun Bong-hyun, con Ra como protagonista. Ambos habían trabajado juntos en Hope (2013), donde también actuó Lee Re. El guion, pues, se escribió ya pensando en Ra Mi-ran. Esta quedó sorprendida cuando vio que era una película de acción, y se entrenó durante tres meses con el director de artes marciales del filme. También para Lee Sung-kyun era su primera película de acción.
El 5 de julio de 2018 quedó cerrado el reparto de actores y comenzó el rodaje. El presupuesto de la producción ascendió a 3900 millones de wones, y se consideraba que el punto de equilibrio, es decir, el número de entradas que se debían vender para recuperar la inversión, estaba en un millón y medio.
El 1 de abril de 2019 se publicaron dos carteles y se anunció que el estreno sería a principios del mes sucesivo. El 30 de abril se presentó a la prensa con un pase previo en CGV Yongsan (Seúl).

## Estreno y taquilla
Miss & Mrs. Cops se estrenó el 9 de mayo de 2019. A pesar de la concurrencia de importantes títulos internacionales, superó el millón de espectadores a los diez días de su estreno, y se situó en tercera posición por este concepto. Al final de su permanencia en pantalla, alcanzó las cifras de 1 629 528 espectadores en 973 salas de cine, con una taquilla del equivalente a 10,56 millones de dólares estadounidenses. Quedó por este concepto en la vigesimoprimera posición entre las películas surcoreanas estrenadas en 2019.

## Recepción

### Controversias
La película dio lugar a controversias en las redes sociales y medios de comunicación surcoreanos incluso desde semanas antes de su estreno. Se ridiculizó la producción, se bajaron las estrellas con que se calificaba, etc. En parte esto fue debido a que coincidió en el tiempo con el escándalo conocido como Incidente del Burning Sun, discoteca que resultó ser un centro de actividades delictivas como, precisamente, la difusión de vídeos íntimos y el tráfico de drogas.
En general, los motivos de esas controversias tenían relación con el tipo de delitos contra las mujeres que mostraba el filme y con los personajes femeninos fuertes como protagonistas. Los detractores lo consideraban un cliché, pese a que no es en absoluto habitual la presencia de este tipo de personajes en el cine surcoreano; por el contrario, otros internautas apoyaron el filme comprando sus entradas sin la intención o posibilidad de ir a verlo por cualquier circunstancia (hecho conocido en el país como «enviar el alma»). Seguían así el ejemplo de lo que había sucedido con otra película centrada en las mujeres, Miss Baek, el año anterior. Un motivo adicional que pudo incomodar a parte de la audiencia surcoreana es el uso abundante de expresiones vulgares por parte de los personajes.
El director Jung Da-won, que señaló que había habido dificultades de financiación cuando algunos inversores supieron que los protagonistas eran mujeres, mostró su sorpresa por esta reacción de parte del público: «creo que es solo una reacción que proviene de no estar acostumbrado. Es solo la misma historia de detectives, solo se ha cambiado el sexo [de los protagonistas], pero se convirtió en un problema como este... No sabía que crecería tanto».

### Crítica
William Schwartz (HanCinema) observa el contraste entre la «naturaleza monstruosa del crimen» y «el tono general de payasadas de la película, especialmente porque el escritor y director Jung Da-won sigue cambiándolo, sin previo aviso». Critica la presencia de un cierto «subtexto racista» en los personajes extranjeros: «entre el racismo y la brutalidad policial, se niega con bastante firmeza cualquier mensaje social sobre los crímenes contra las mujeres que no se toman en serio». Y tampoco aprecia las escenas de acción, que «no se filman en absoluto, ya sea mediante edición o simplemente apagando las luces».
Hwang Bo Seong-jin (Kookmin Medical Newspaper) saluda la novedad de una película de acción centrada en mujeres y señala que al principio parte como una comedia fresca, pero que gradualmente pierde la novedad en una composición obvia. También critica la contraposición entre los detectives masculinos y femeninos, con los primeros que se muestran indiferentes ante los crímenes cometidos contra mujeres, enfatizando demasiado la identidad del filme. Por último, destaca la actuación de Choi Soo-young y algunas apariciones especiales.
Min Kyung-won (The JoongAng) escribe que «es difícil decir que Miss & Mrs. Cops es una película bien hecha. Esto se debe a que, con el pretexto de contar una historia en la que una mujer detective pasa a primer plano, sigue los errores de las narrativas centradas en los hombres», al abuso de la dicotomía mujeres buenas/hombres malos, a las escenas salpicadas de clichés, e incluso a que «las palabrotas innecesarias son incómodas de escuchar», aunque anima a ver la película en el cine para incentivar la producción de filmes con estas temáticas.
Yang So-young (Maeil Economy Star Today) alaba las interpretaciones de las dos protagonistas y de Choi Soo-young y el uso de «materiales oportunos y realistas, como delitos sexuales digitales socialmente problemáticos y drogas». Pero concluye que «sin embargo, los personajes típicos, las blasfemias excesivas, los clichés y los desarrollos predecibles dejan mucho que desear. El tono de la película a veces se tambalea porque contiene comedia y temas sociales al mismo tiempo».

## Premios y nominaciones
| Año  | Premios                   | Categoría               | Candidato      | Resultado | Ref.   |
| ---- | ------------------------- | ----------------------- | -------------- | --------- | ------ |
| 2019 | 40.º Blue Dragon Film     | Mejor actriz revelación | Choi Soo-young | Nominada  | [ 40 ] |
| 2019 | 24.º Chumsa Film Festival | Premio a la popularidad | Lee Sung-kyung | Ganadora  | [ 41 ] |